# Светско првенство у кошарци 2027.
Светско првенство у кошарци 2027. (енгл. 2027 FIBA World Cup) ће бити двадесето издање Светског првенства у кошарци, такмичења у којем се надмећу најбоље мушке сениорске кошаркашке репрезентације.

## Избор домаћина
Током састанка ФИБА централног борда одрћаног у Манили на Филипинима 28. априла 2023. године објављено је да ће домаћин првенства 2027. године бити Катар. Домаћин је изабран анонимним гласањем.

## Дворане
| Лусаил                | Доха                         | Доха             | Доха                              | ЛусаилДоха |
| Спортска Арена Лусаил | Али Бин Хамад Ал Атија Арена | Aspire Dome      | Духаил Рукометна Спортска Дворана | ЛусаилДоха |
| Капацитет: 16.300     | Капацитет: 8.600             | Капацитет: 8.000 | Капацитет: 8.000                  | ЛусаилДоха |
|                       |                              |                  |                                   | ЛусаилДоха |

## Квалификације
| Репрезентација | Квалификације | Квалификације   | Појављивање | Појављивање | Појављивање | Најбољи резултат |
| Репрезентација |               | Датум           | Последње    | Укупно      | Узастопно   | Најбољи резултат |
| -------------- | ------------- | --------------- | ----------- | ----------- | ----------- | ---------------- |
| Катар          | Домаћин       | 28. април 2023. | 2006        | 2           | 1           | 21. место (2006) |